# Ustawa o Jukonie
Ustawa o Jukonie (An Act to provide for the Government of the Yukon District) – ustawa Parlamentu Kanady uchwalona w 1898 i zatwierdzona podpisem monarchy 13 lutego 1898. Ustawa tworzyła nową jednostkę administracyjną Kanady – Terytorium Jukon. Ustawa została uchwalona w szczególnej sytuacji, gdy w Jukonie panowała gorączka złota. Stąd tak wielki nacisk kładziono na utrzymanie porządku publicznego, prawa oraz środków dyscyplinarnych. Ludność Jukonu w dużej mierze składała się z przybyszów z USA, stąd w jednym z punktów wyróżnia się mieszkańców brytyjskich.
Załącznik do ustawy określał granice terytorium.
Ustawa zawierała 21 postanowień:
1. Skrócona nazwa ustawy – The Yukon Territory Act.
2. Terytorium zwane Yukon Teritory, powołane jest z dniem 16 sierpnia 1898 i jego teren zostaje wyłączone spod jurysdykcji Terytoriów Północno-Zachodnich.
3. Rząd dostaje możliwość mianowania komisarza terytorium, którego oficjalny tytuł ma brzmieć Commissioner of Yukon Teritory.
4. Komisarz ma obowiązek zarządzać terytorium zgodnie z instrukcjami premiera rządu lub ministra spraw wewnętrznych.
5. Rząd ma możliwość mianowania rady terytorialnej, składającej się z nie więcej niż sześciu osób, będącej ciałem pomocniczym i doradczym dla komisarza. Członkowie rady podporządkowani są komisarzowi.
  1. Kworum w radzie stanowi komisarz plus 50% jej stanu.
  2. Każdy sędzia sądu terytorialnego, domyślnie staje się członkiem rady, jednakże nie zmienia to ograniczenia liczby członków rady do sześciu osób.
6. Komisarz ma prawo podejmowania decyzji nadrzędnych w stosunku do rządu terytorialnego, jeśli taki zostanie powołany.
7. Informacja o każdej takiej decyzji musi być przekazana rządowi federalnemu w ciągu dziesięciu dni od jej powzięcia i może być uchylona w okresie dwóch lat od jej podjęcia.
8. Nadrzędność decyzji komisarza ograniczona jest do wszystkich spraw rządowych z wyłączeniem:
  1. wszelkich podatków, ceł i obciążeń finansowych przekraczających sumy 100 dolarów
  2. spraw karnych regulowanych kodeksem karnym i innymi ustawami
  3. rozporządzania finansami publicznymi i terenami państwowymi.
9. Kodeks prawny i inne szczegółowe prawa regulujące życie w Terytoriach Północno-Zachodnich, w chwili wejścia w życie tej ustawy mają być zachowane.
10. Powołuje się Najwyższy Sąd Terytorialny:
  1. Sąd powinien składać się, z co najmniej jednego sędziego, mianowanego przez rząd federalny
  2. od sędziego wymaga się, by był licencjonowany jako praktykujący prawnik co najmniej od dziesięciu lat, w którejkolwiek prowincji Kanady lub Terytorium Północno-Zachodnim.
  3. sędzia nie może sprawować jakiejkolwiek innej funkcji politycznej lub administracyjnej w czasie swojej kadencji.
11. Konstytucja Sądu Najwyższego Terytoriów Północno-Zachodnich ma być zaadaptowana dla nowego terytorium.
12. Posiedzenia sądów mają się odbywać zgodnie z rozporządzeniami rządu federalnego lub komisarza.
13. Rząd ma prawo mianować urzędników sądowych według swego uznania określając jednocześnie zakres ich obowiązków.
14. W chwili wejścia w życie tej ustawy sędzia sądu najwyższego Terytoriów Północno-Zachodnich, ma przejąć na siebie obowiązki sędziego sądu najwyższego Jukonu, do czasu zorganizowania odpowiedniej instytucji.
15. Procedura kryminalna ma być zgodna z definiowaną przez odpowiednie ustawy uchwalone wcześniej w Kanadzie lub Terytoriom Północno-Zachodnim.
16. Komisarzowi, członkom rady, sędziom i komisarzom policji RCMP, przyznawane są odpowiednie uprawnienia wymuszania posłuszeństwa wobec prawa oraz zachowaniu spokoju publicznego.
17. Tylko obywatele pochodzenia brytyjskiego (Kanadyjczycy) mogą być powoływani na sędziów przysięgłych.
18. Wszelkie areszty, więzienia i miejsca odosobnienia mogą być zarządzane tylko przez policję RCMP, armie, być pod nadzorem komisarza lub jego rady lub samorządu terytorialnego. Zatrzymane mogą w nim być osoby dopuszczające się przestępstw. O miejscu odosobnienia decyduje komisarz.
  1. Rząd federalny ma prawo decydować o zasadach działania i środkach dyscyplinarnych w terytorialnych miejscach odosobnienia.
19. Wszystkie osoby mające uprawnienia policyjne powinny być obeznane z zasadami medycyny sądowej.
20. Rząd federalny ma prawo mianowania osób praktykujących medycynę sądową oraz innych osób związanych z utrzymywanie prawa i porządku w terytorium, oraz decydować o ich uposażeniu.
21. W przypadku śmierci komisarza najstarszy członek rady przejmuje jego obowiązki do czasu mianowania nowego komisarza.

 Zapoznaj się z zastrzeżeniami dotyczącymi pojęć prawnych w Wikipedii.